# High Live
High Live – drugi w historii Helloween album będący oficjalnym zapisem koncertu. Wydany w 1996 roku. Powstał podczas trasy koncertowej promującej płytę The Time of the Oath. Wydany został także jako zapis wideo na kasecie VHS. W 2000 roku zespół zdecydował się na reedycję filmu z koncertem. Tym razem został wydany na DVD.

## Lista utworów

### CD 1
1. "We Burn (Deris)" - 4:05
2. "Wake Up the Mountain" (Kusch/Deris) - 5:05
3. "Sole Survivor" (Weikath/Deris) - 4:46
4. "The Chance" (Grapow) - 4:35
5. "Why?" (Deris) - 4:25
6. "Eagle Fly Free" (Weikath) - 5:53
7. "The Time of the Oath" (Grapow/Deris) - 7:56
8. "Future World" (Hansen) - 4:02
9. "Dr. Stein" (Weikath) - 5:03

### CD 2
1. "Before the War" (Deris) - 4:09
2. "Mr Ego (Take Me Down)" (Grapow) - 7:42
3. "Power" (Weikath) - 7:50
4. "Where the Rain Grows" (Weikath/Deris) - 5:08
5. "In the Middle of a Heartbeat" (Weikath/Deris) - 2:59
6. "Perfect Gentleman" (Deris/Weikath) - 3:40
7. "Steel Tormentor" (Weikath/Deris) - 7:56

## Twórcy
- Andi Deris - wokal
- Michael Weikath - gitara
- Roland Grapow - gitara
- Markus Grosskopf - gitara basowa
- Uli Kusch - perkusja